# École Massillon
Pour les articles homonymes, voir Massillon.
 (août 2011).
Si vous disposez d'ouvrages ou d'articles de référence ou si vous connaissez des sites web de qualité traitant du thème abordé ici, merci de compléter l'article en donnant les références utiles à sa vérifiabilité et en les liant à la section « Notes et références ».
L’école Massillon est un établissement scolaire privé sous contrat avec l’État avec un effectif de 1374 élèves (en 2022). Cet établissement est placé sous l’égide de la Congrégation de l’Oratoire. L'école est installée dans l’hôtel Fieubet, le bâtiment Gratry et le bâtiment Néri, construit en 2018, dans le 4e arrondissement de Paris. L'enseignement recouvre les classes depuis la grande section de maternelle jusqu'au baccalauréat.

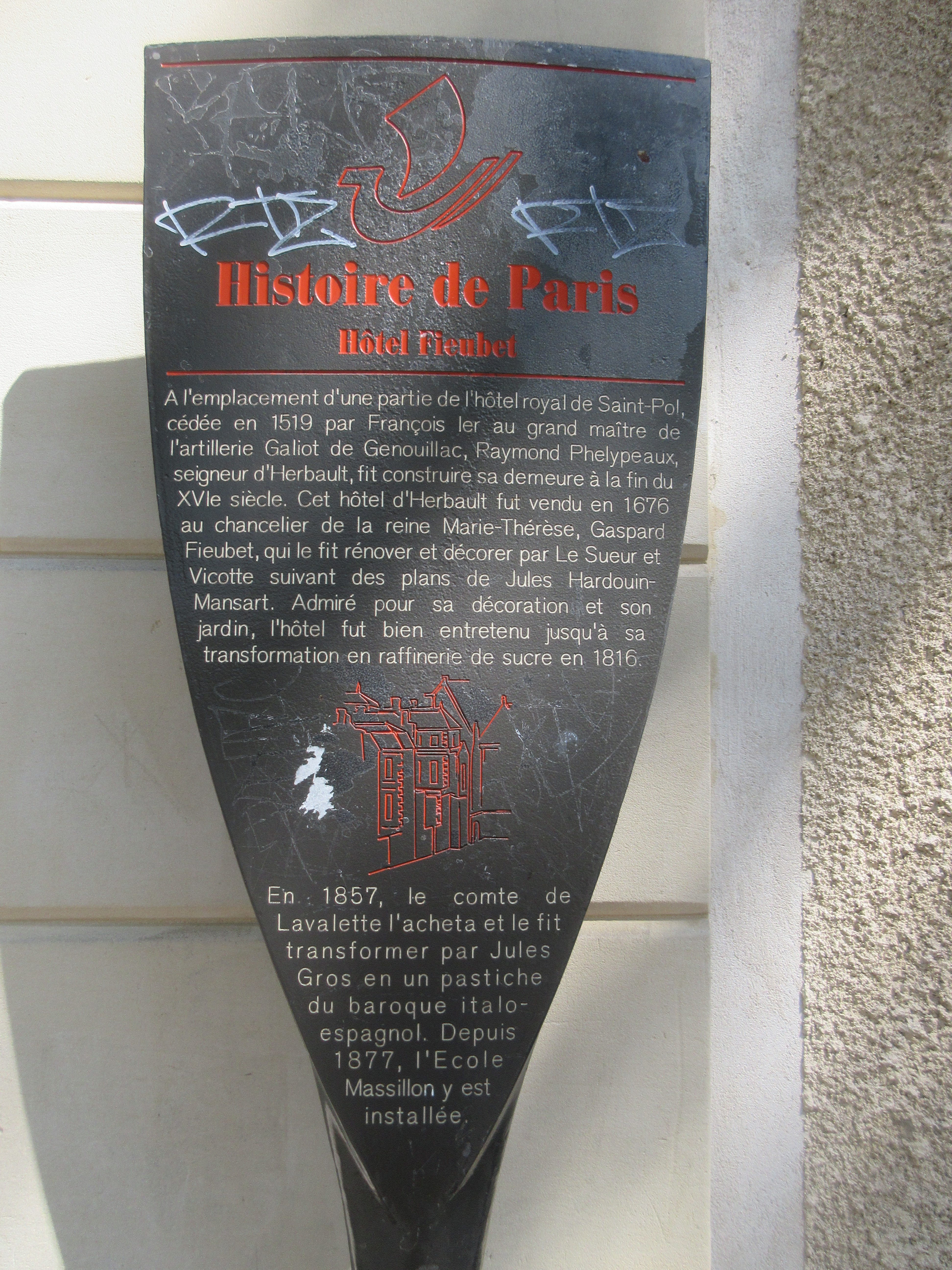
Panneau Histoire de Paris
« Hôtel Fieubet ».

## Origine du nom
Cet établissement porte le nom de Jean-Baptiste Massillon (1663-1742), un oratorien célèbre ayant fait l'oraison funèbre de Louis XIV. Il existe une rue Massillon dans le même arrondissement, située dans l’île de la Cité.

## Historique
L'hôtel Fieubet a été construit par Jules Hardouin-Mansart, entre 1676 et 1681, pour Gaspard de Fieubet, chancelier de la reine Marie-Thérèse, à l'emplacement d'une partie de l'ancien hôtel royal de Saint-Pol. L'hôtel était alors fréquenté par Jean de La Fontaine et Madame de Sévigné. L'hôtel a été décoré par Le Sueur et Vicotte.
De 1814 à 1857, l'hôtel abrite une raffinerie de sucre.
En 1857, le comte Pierre de Lavalette a acheté l'hôtel et en a confié la transformation à l'architecte Jules Gros qui a fait un pastiche baroque italo-espagnol et fait doubler l'aile droite avec une profusion de décor sculpté.
C'est à partir de 1872, rue de Turenne, que quelques prêtres de l'Oratoire ont commencé à éduquer des jeunes. Cependant, c'est véritablement à partir du 10 octobre 1877 que l'école Massillon voit le jour. Le 3 avril 1877, l'abbé Nouvelle achète l’hôtel Fieubet. Le 10 octobre de la même année, le bâtiment voit arriver ses 150 premiers élèves.

## Architecture

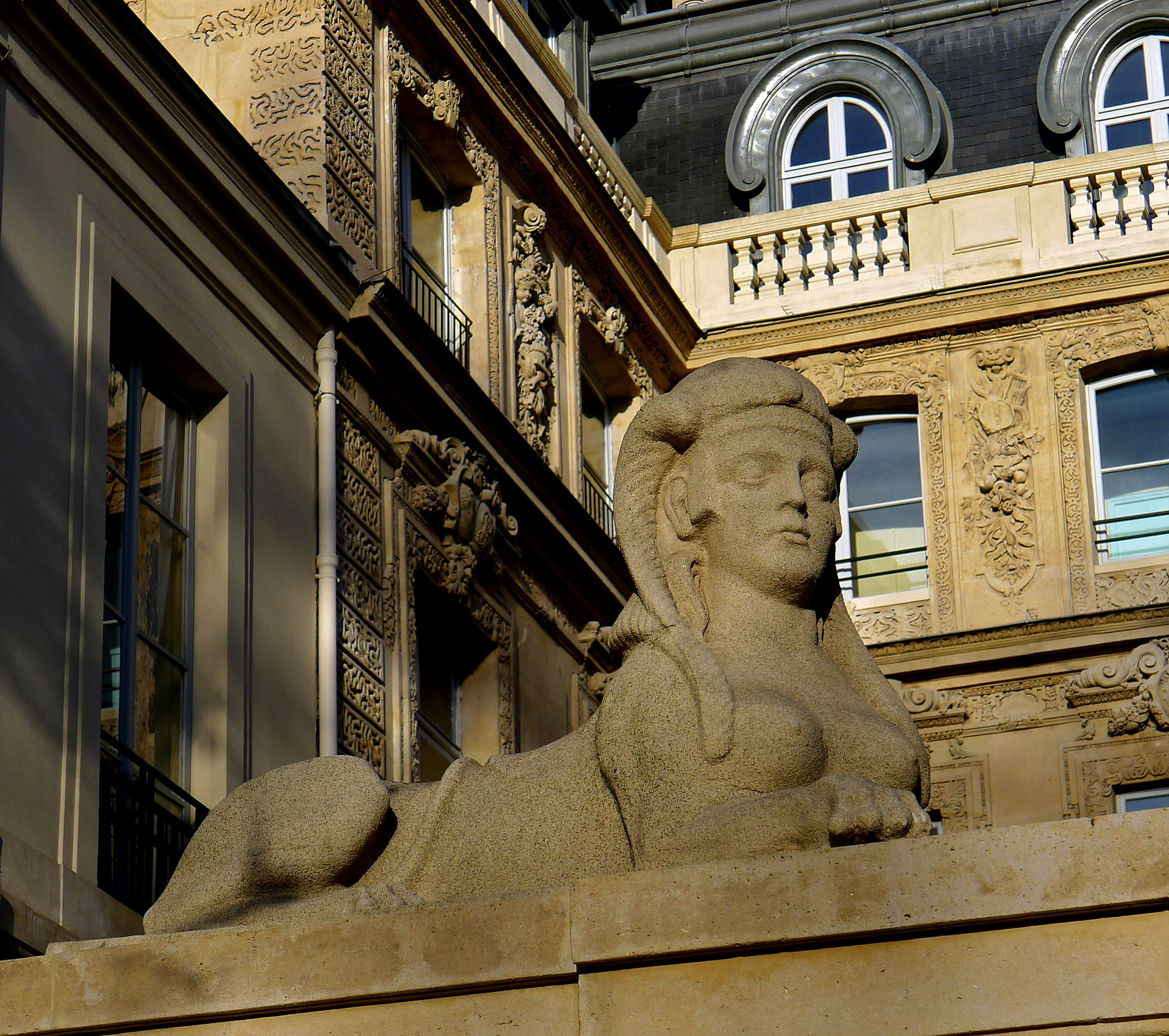
Un des sphinx du portail.

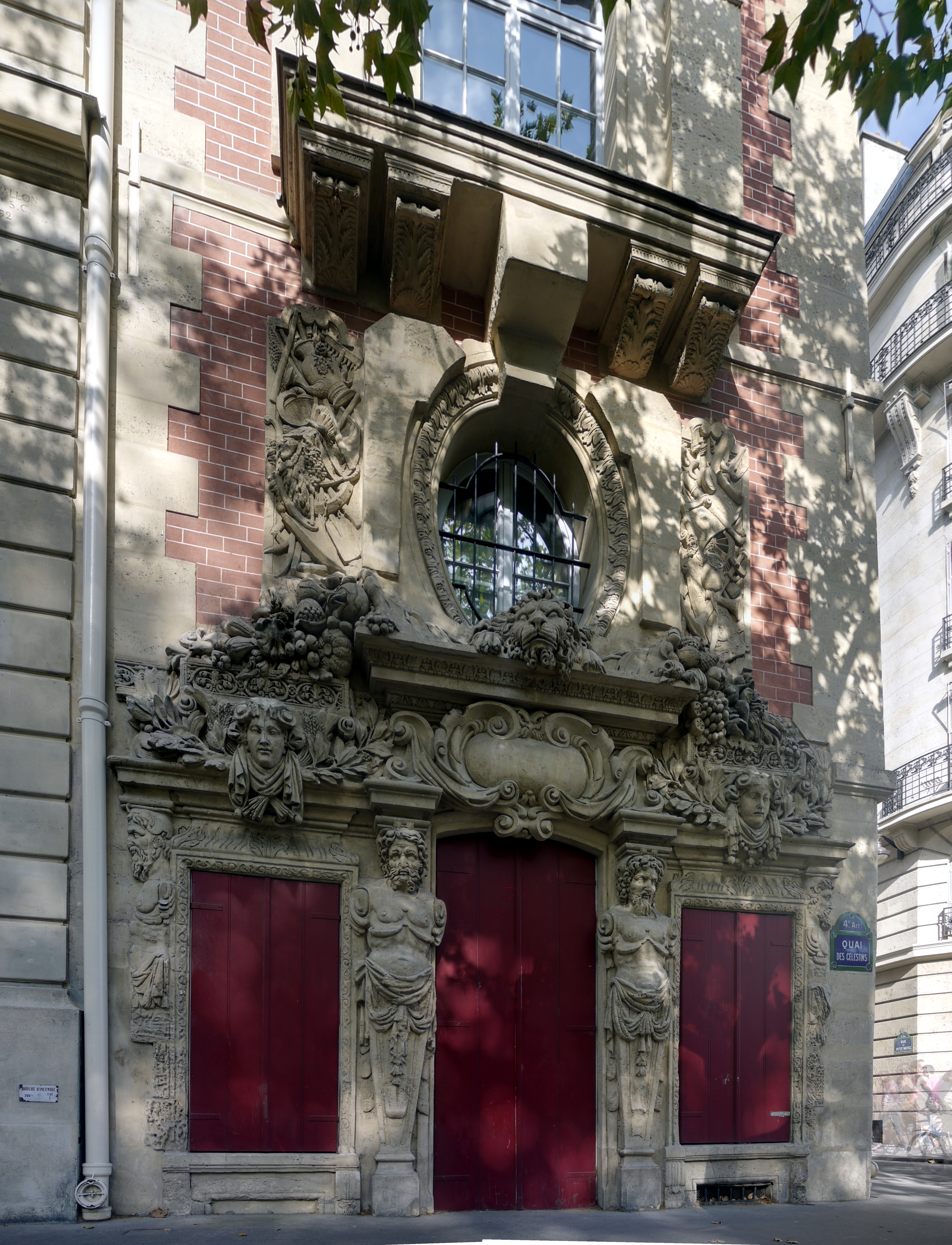
Aile droite du bâtiment — Motifs néo-baroques italo-espagnols qui précèdent la rue du Petit-Musc qui se situe directement à gauche.

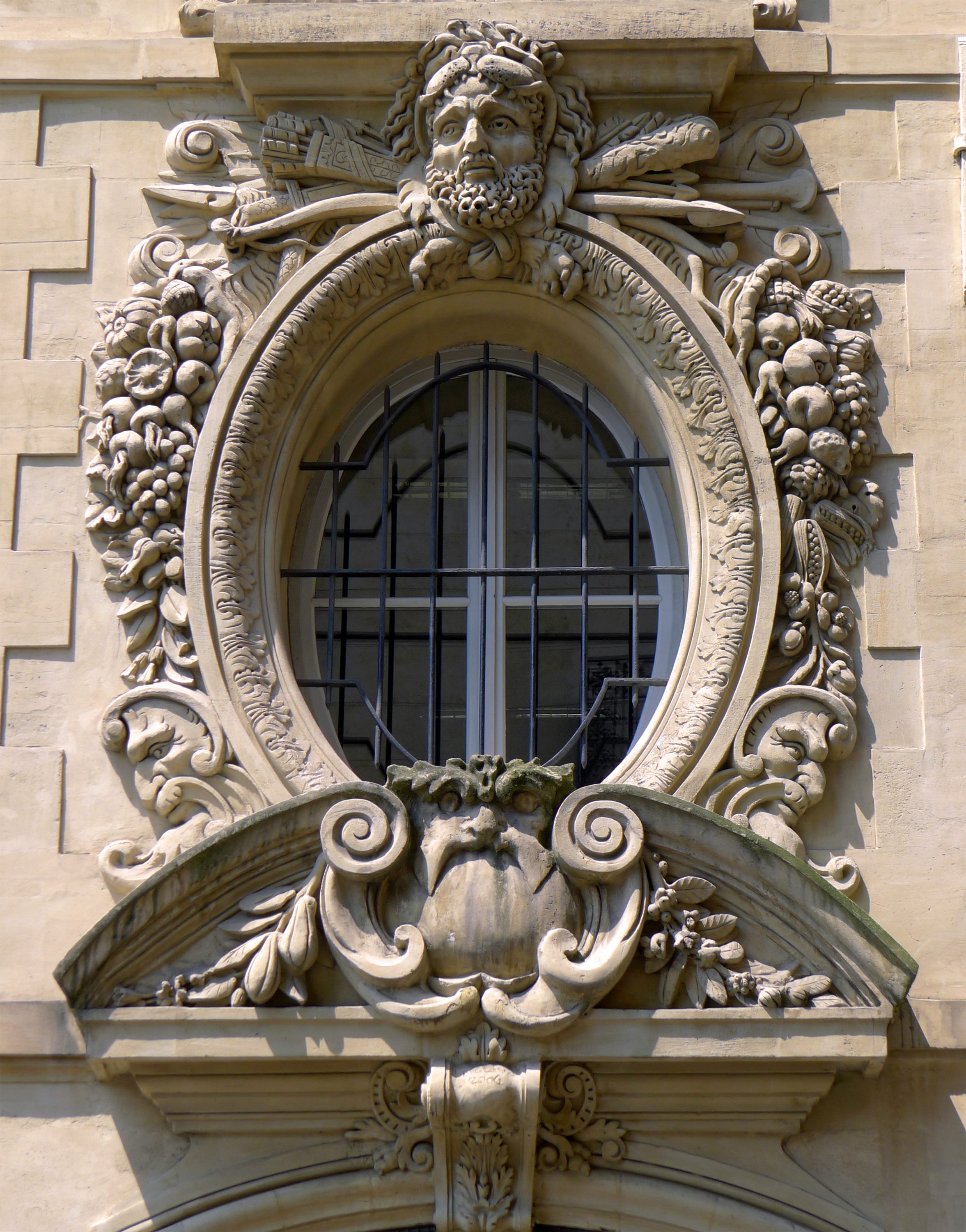
Décoration rue du Petit-Musc.

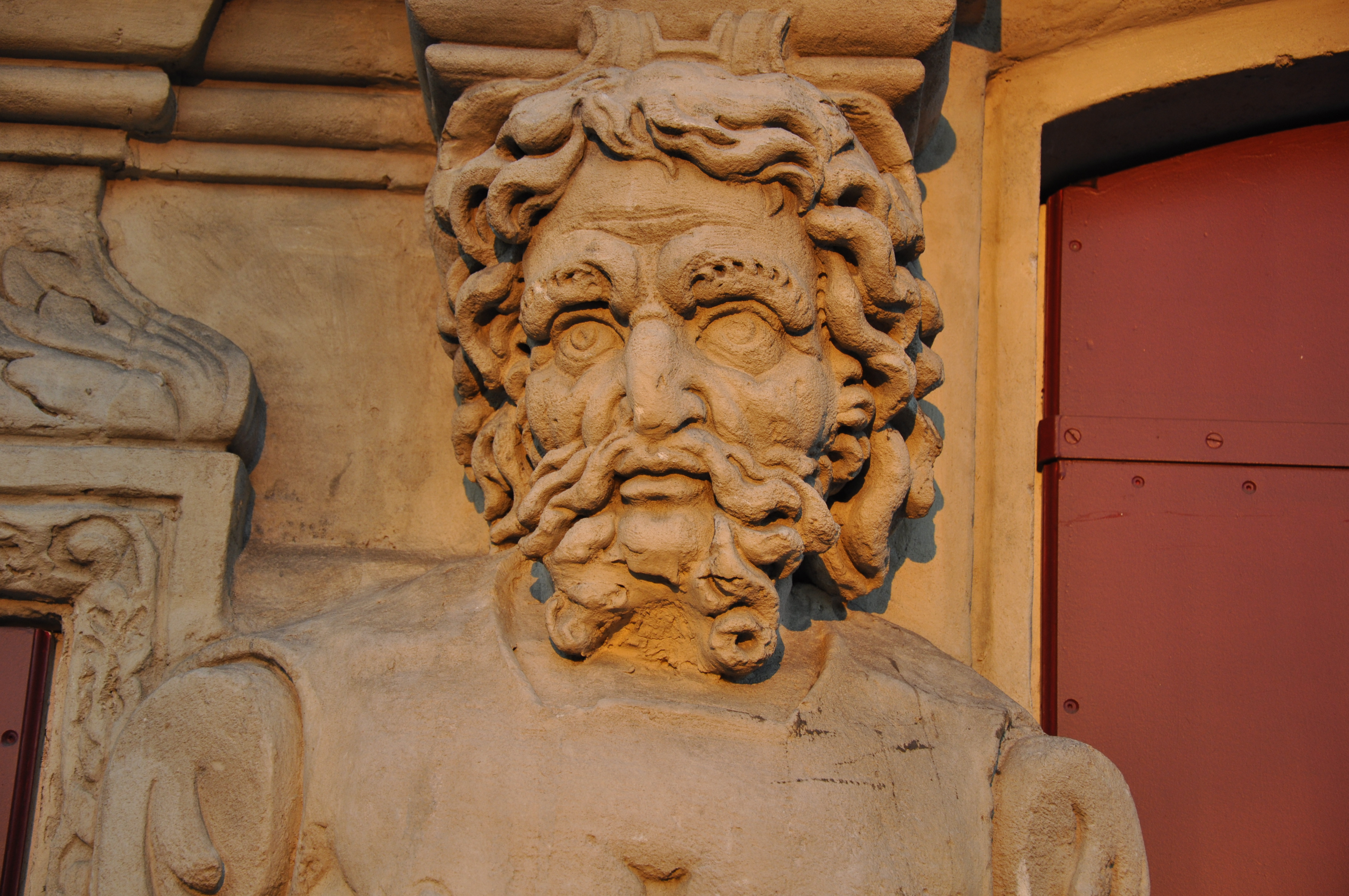
Détail de la façade est.

L'école Massillon est divisée en trois bâtiments : le bâtiment Fieubet, le bâtiment Néri et le bâtiment Gratry.
Le bâtiment Fieubet est divisé en trois ailes principales ; l'une d'entre elles est réservée à l'administration, une autre accueille la chapelle de l'école et le centre de documentation et d'information (CDI). Le rez-de-chaussée abrite le parloir, le bureau du directeur, Olivier Duchenoy, ainsi que le bureau du surveillant général, de la comptabilité ainsi que la salle d'arts plastiques et des salles réservées aux lycéens. Le premier étage accueille des salles de cours, la chapelle de l'école, le CDI, la salle de musique et une salle de technologie. Un balcon se trouve également au premier étage. Au deuxième étage se trouvent les salles de cours des 3e et des laboratoires de science. Au troisième étage se trouvent les salles des 5e et des 4e.
Le bâtiment Néri, dont la construction se termine en 2018, accueille des laboratoires, deux salles de technologie, une salle d'arts plastiques et les salles des 6e.
Le bâtiment Gratry, de style Art déco, accueille un gymnase et les salles des primaires.

## Classement du lycée et du collège
En 2024, le lycée se classe, selon le classement du Figaro Étudiant, 102e au niveau national. Ceci avec un taux de réussite au bac de 100 %, avec 86 % des élèves recevant une mention.
Selon le classement 2024 des lycées français du site lintern@ute, le lycée se placerait à la 81e place au niveau national et à la 25e place au niveau départemental.

## Effectifs
|      | Primaire   | Collège    | Lycée      | Total       |
| 2021 | 313 élèves | 592 élèves | 460 élèves | 1365 élèves |

## Anciens élèves

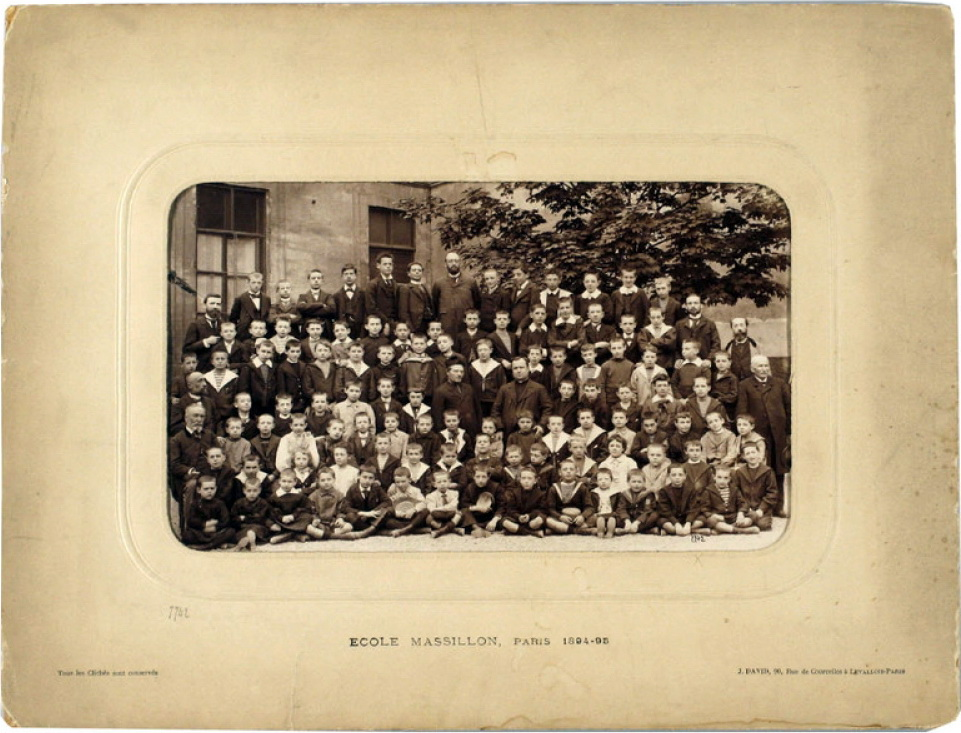
La classe de 1894-1895 photographiée par Jules David.

- Henry du Roure (1883-1914), journaliste et écrivain
- Michel Anthonioz (1947-2009), homme de lettres et de télévision
- Alain de Greef (1947-2015), homme de télévision
- Frédéric Vitoux (1944-), écrivain et académicien
- Pierre Messmer (1916-2007), homme d'État
- Sara Forestier (1986-), actrice et réalisatrice
- Cécile de Ménibus, animatrice de télévision
- Iman Bassalah, écrivain
- Charles Consigny (1989-), avocat et écrivain[7]
- Valérie Nataf, journaliste
- Serge Joncour (1961-), écrivain
- Jérôme Prieur (1951-), écrivain et cinéaste
- Yves Sillard (1936-2023), ingénieur et haut fonctionnaire
- Camille Rutherford (1990-), actrice et réalisatrice
- Apolline de Malherbe (1980-), journaliste et animatrice